# Årby IP

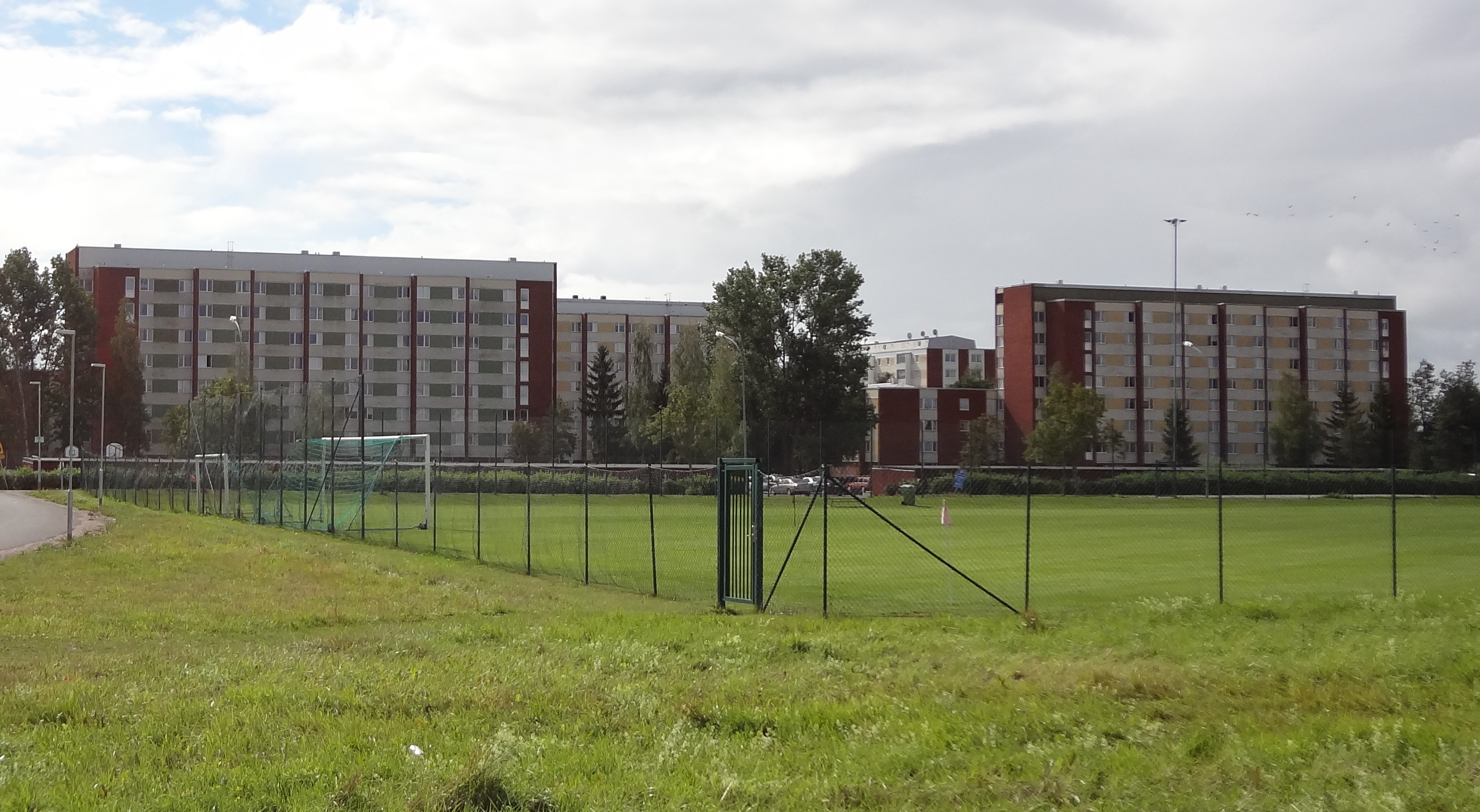
Årby IP med bostadshusen i Årby bakom.

Årby IP är ett idrottsplats i norra Eskilstuna, Södermanland. 
Området täcker ett antal fotbollsplaner - bland annat fyra fullstora 11-mannaplaner på gräs. 
Eskilstuna City FK (herrar) och Eskilstuna United DFF (damer) har sina respektive kanslier på Årby IP, som också är träningsarena för de bägge föreningarna. A-lagen spelar dock sina hemmamatcher på Tunavallen, samtidigt som ungdoms- och juniorlagen matchar på Årby IP.